# Посольство Спафария

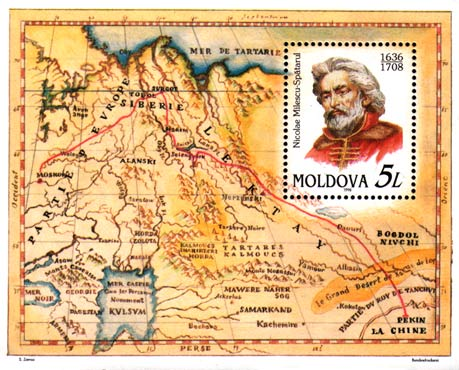
Молдавская марка с картой следования посольства Спафария

Посо́льство Спафа́рия (1675—1678) — русское посольство в составе 150 человек, включая конвой, под предводительством Николая Гавриловича Спафария. Отправлено царём Алексеем Михайловичем с целью уладить недоразумения на границе по реке Амур и завязать торговые сношения с империей Цин, подробно описать новые русские владения в Забайкалье и Приамурье, а также сопредельные территории. В отличие от предыдущих посланников, Спафарий всерьёз занялся изучением Китая и китайского языка, что позволило ему собрать много ценных сведений об этой стране.

## Посольство
Дойдя до Енисейска, Спафарий направил Игнатия Милованова в китайскую столицу  Пекин с сообщением о целях русского посольства. Милованов поднялся по Ангаре до Байкала, а оттуда — по Селенге до устья Уды. Вдоль правого берега реки он отправился на северо-восток до озера Большое Еравное, перевалил Яблоновый хребет и по рекам Чита и Ингода (бассейн Амура) прибыл в Нерчинск. Позднее эта дорога стала основным маршрутом из Иркутска на реку Шилку.
Из Нерчинска по Шилке и Амуру Милованов добрался до городка Албазин и, переправившись через Амур, первым из европейцев прошёл на юг, в Пекин, вдоль восточного склона хребта Большой Хинган, преодолев около 1200 км.
Посольство Спафария, проследовав из Енисейска к Байкалу, вслед за Миловановым пересекло Забайкалье и, перевалив в середине января 1676 года Большой Хинган, на реке Нуньцзян разбило лагерь в ожидании возвращения Милованова. Тот прибыл к месту встречи 18 февраля и с письмом посла направился в Москву, вернувшись в Нерчинск лишь через несколько лет.
Посольство же продолжило путь через Маньчжурию и в середине мая прибыло в столицу империи Цин, где в те годы страной фактически правил князь Сонготу, дядя молодого императора Канси. Посольство больше года находилось в Пекине, но не смогло достигнуть никаких позитивных результатов. Не добившись дипломатического успеха, Спафарий той же дорогой вернулся в Восточную Сибирь весной 1677 года.

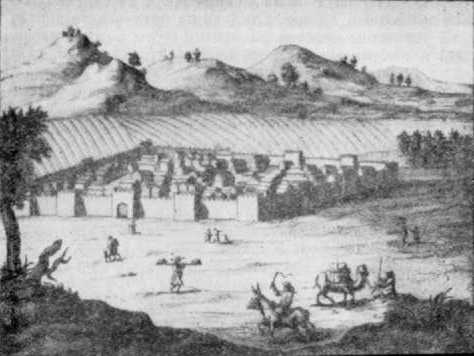
Вид на Калган

Помимо поддержания отношений с империей Цин, путешествие Спафария и его посольства сыграло огромную роль в освоении Сибири и Забайкалья: были составлены подробные описания больших территорий, которые затем использовались как в России, так и за рубежом — например, иезуитами, проявлявшими интерес к Китаю.